# Burlövs station
Burlövs station är en järnvägsstation på Södra stambanan belägen i Arlöv, en del av tätorten Malmö och centralort i Burlövs kommun. Intill finns bland annat köpcentret Burlöv Center.
Stationen öppnades 1983 som ersättning för den gamla Arlövs station som låg vid det numera nedlagda Arlövs sockerbruk, längre söderut i Arlöv.
Idag (2025) stannar alla pågatåg på sträckan Malmö–Lund här, och dessutom Öresundstågen Köpenhamn–Karlskrona och Köpenhamn–Kalmar med vardera en tur i timmen. 
Stationen trafikeras av tre landsvägsbusslinjer, linje 130 mellan Malmö och Lund, linje 139 mellan Lund och Burlöv dagtid vardagar med minst fyra turer i timmen, samt 172 Burlöv–Staffanstorp–Genarp, vardagar med minst en tur i timmen.

## Utbyggnad
Stationen byggdes om i samband med Södra stambanans utbyggnad till fyrspår på sträckan Arlöv–Klostergården (2017–2023), och har sedan december 2023 fyra perrongspår.